# علاقة (أمير)

الأمير علّاقة هو من شخصيات التاريخ اللبناني. يحكى أن خلال الخلافة العباسية، خضع الساحل الفينيقي كله لسيطرة الفاطميين ومن ضمنه مدينة صور. واشتد الاضطهاد الفاطمي للصوريين، وساءت الحالة الاقتصادية في المدينة. في هذه الأثناء كان علاقة مجرد بحار صوري يعمل على مركب لصيد الاسماك، وقد ساءه ان يرى المدينة العظيمة تعاني الفقر والاضطهاد والقهر، فاخذ يشدد من عزيمة الصوريين على الثورة.
انتفض الصوريّون تحت قيادة علاقة الذي طرد الحامية الفاطمية من المدينة واستقل بها وانشأ حكما ً وطنيا ً كانت من سماته ان صك علاقة النقود المعدنية التي نقشت عليها العبارة التالية «عز بعد فاقة الأمير علاقة».
لم يسكت الفاطميون عن ثورة علاقة، فجردوا اسطولا ً بحريا ً للقضاء عليه واسترجاع صور من قبضته، وبوصول هذه الحملة التحمت في قتال شديد مع الثوار الصوريين الذين استبسلوا في الدفاع عن مدينتهم، إلا أن ضعف الإمكانات الصورية والتفاوت في موازين القوى بين الطرفين أدى إلى سقوط المدينة مجددا ً في ايدي الفاطميين الذين نكلوا بالثوار واسروا قائدهم علاقة حيث قاموا بسلخ جلده وهو حي وحشوه بالقش والتبن ومن ثم صلبوه حتى الموت على اسوار المدينة.